# Manzanilla
Manzanilla é um município da Espanha na província de Huelva, comunidade autónoma da Andaluzia. Tem 40 km² de área e em 2021 tinha 2 152 habitantes (densidade: 53,8 hab./km²).

## Demografia
| Variação demográfica do município entre 1991 e 2004[carece de fontes?] | Variação demográfica do município entre 1991 e 2004[carece de fontes?] | Variação demográfica do município entre 1991 e 2004[carece de fontes?] | Variação demográfica do município entre 1991 e 2004[carece de fontes?] |
| ---------------------------------------------------------------------- | ---------------------------------------------------------------------- | ---------------------------------------------------------------------- | ---------------------------------------------------------------------- |
| 1991                                                                   | 1996                                                                   | 2001                                                                   | 2004                                                                   |
| 2562                                                                   | 2523                                                                   | 2464                                                                   | 2421                                                                   |